# Narodi svijeta J
Narodi svijeta J
Jakuti. Ostali nazivi: Якуты (ruski)
- Lokacija:
- Jezik/porijeklo:
- Populacija (2007):
- Vanjske poveznice:

Jao. Ostali nazivi: Yao, Mien (vlastito ime). U Vijetnamu pozati pod imenima Dao, Zao, Man, Mien, Trai, Xa i Dong.
- Lokacija: Hunan, Guangdong, Yunnan i Guizhou, Kina, Vijetnam, Mjanmar, Laos
- Jezik/porijeklo: mjao-jao, sinotibetski.
- Populacija (2007):
- Vanjske poveznice:

Japanci. Ostali nazivi:
- Lokacija:
- Jezik/porijeklo:
- Populacija (2007):
- Vanjske poveznice:

Jarai. Ostali nazivi: J'rai, Gia Rai
- Lokacija: Vijetnam
- Jezik/porijeklo:
- Populacija:
- Kultura:
- Vanjske poveznice:

Javanci. Ostali nazivi:
- Lokacija:
- Jezik/porijeklo:
- Populacija (2007):
- Vanjske poveznice:

Jegerukajevci.
- Lokacija:
- Jezik/porijeklo: pripdaju Čerkezima
- Populacija:
- Kultura:
- Vanjske poveznice:

 Jenisejski Ostjaci →Keti
Jezera, crnogorsko pleme
Juraki →Nenci. (Engl. Yuraks, Yurak Samoyeds).
Jukagiri. Ostali nazivi: Odul (s rijeke Kolyma), Vadul (oni s rijeke Alazeya) i Dutke, Dutkil Buguch (oni s Indigirke). Юкагиры (ruski)
- Lokacija:
- Jezik/porijeklo: 13 plemena (3 preživjela*): Vadul-Alais*, Odul*, Chuvan*, Anaoul, Khodynt, Khoromoy, Lavren, Olyuben, Omok, Penjin, Shoromboy, Yandin i Yandyr.
- Populacija (2007):
- Vanjske poveznice:

Jaba   	Kaduna, Nigerija
Jahuna (Jahunawa)   	Taraba, Nigerija
Jaku   	Bauchi, Nigerija
Jara (Jaar Jarawa Jarawa-Dutse)   	Bauchi, Nigerija
Jere (Jare, Jera, Jera, Jerawa)   	Bauchi, Plateau, Nigerija
Jero   	Taraba, Nigerija
Jibu   	Adamawa, Nigerija
Jidda-Abu   	Plateau, Nigerija
Jimbin (Jimbinawa)   	Bauchi, Nigerija
Jirai   	Adamawa, Nigerija
Jonjo (Jenjo)   	Taraba, Nigerija
Jukun   	Bauchi, Benue,Taraba, Plateau, Nigerija
Juru (QLD), Jupangati (QLD), Jupagalk (VIC), Jungkurara (QLD), Junggor (NT), Jumu (NT), Julaolinja (QLD), Jukul (NT), Jukambe (QLD), Jukambal (NSW), Juipera (QLD), Juat (WA), Jotijota (NSW), Jokula (QLD), Jitajita (NSW), Jirjoront (QLD), Jirandali (QLD), Jinwum (QLD), Jinigudira (WA), Jiman (QLD), Jilngali (NT), Jiegera (NSW), Jetimarala (QLD), Jeteneru (QLD), Jeljendi (SA), Jeithi (NSW), Jeidji (WA), Jawuru (WA), Jauraworka (SA), Jaudjibaia (WA), Jathaikana (QLD), Jarowair (QLD), Jaroinga (NT), Jarildekald (SA), Jarijari (VIC), Janjula (NT), Jangman (NT), Jangkundjara (SA), Janggal (QLD), Jangga (QLD), Jangaa (QLD), Jandruwanta (SA), Janda (QLD), Jambina (QLD), Jalanga (QLD), Jaitmathang (VIC), Jagara (QLD), Jagalingu (QLD), Jadliaura (SA), Jadira (WA), Jaburara (WA), Jaara (VIC), Jaako (NT), Jaadwa (VIC).